# Nathan Englander
Pour les articles homonymes, voir Englander.
Nathan Englander est un écrivain américain né en 1970 à West Hempstead (Long Island), NY.

## Biographie
Sa carrière littéraire débute en 1999 avec For the Relief of Unbearable Urges (1999), recueil de nouvelles publié en France chez Plon sous le titre Pour d'irrésistibles appétits (2000) également disponible en poche chez 10/18 (2004).
Il publie ensuite un roman The Ministry of Special Cases (2007), Le Ministères des affaires spéciales (Plon, 2008 et 10/18, 2010).
En 2012, il publie What we talk about when we talk about Anne Frank — Parlez-moi d'Anne Frank, Plon, 2013 —, adapte sa nouvelle Le Vingt-Septième Homme pour le théâtre (les représentations débutent à New York en novembre 2012). Il est par ailleurs traducteur, de l'hébreu : New American Haggadah (avec Jonathan Safran Foer et Suddenly A Knock at the Door d'Etgar Keret.
Plusieurs de ses nouvelles ont été retenues pour l'anthologie The Best American Short Stories 2011 (en) et son œuvre a été couronnée par de nombreux prix, PEN/Malamud Award (2000), le Prix international Franck O'Connor de la nouvelle en 2012 — la même année son recueil, Parlez-moi d'Anne Frank, est finaliste du prix Pulitzer. Il a été élu parmi les vingt meilleurs écrivains du XXIe siècle (20 Writers for the 21st Century) par le New Yorker.